# Coenzima Q10
Coenzima Q10 cunoscută sub numele de ubichinonă, coenzima Q, și prescurtată uneori CoQ10, CoQ, sau Q10 este o coenzimă omniprezentă în organele celor mai multe animale. Este o 1,4-benzochinonă, unde Q se referă la clasa de compuși organici derivați numiți chinonă și 10 se referă la numărul de subunități de izopren de la capătul catenei.
Această substanță liposolubilă, care seamănă cu o vitamină, este prezentă în cele mai multe celule eucariote, în special în mitocondrii. Este o componentă a unui lanț de transport de electroni și participă la respirația celulară aerobă, care generează energie sub formă de ATP. 95% la sută din energia corpului uman este generată în acest fel. Prin urmare organele cu cele mai mari cerințe de energie — inima, ficatul, rinichii și — au cea mai mare concentrație de CoQ10.
Există trei forme redox de CoQ10: complet oxidat (ubichinonă), semichinonă (ubisemichinonă), și pe deplin redus (ubichinol). Capacitatea unei molecule de a acționa ca un transportor de doi electroni (între formele chinonă și chinol) și un electron (între formele semichinone și alte forme) este esențială pentru rolul său în lanțul transportor de electroni și ca un radical-gunoier antioxidant.

## Deficiență și toxicitate
Există doi factori majori care conduc la deficit de CoQ10 la oameni: biosinteză redusă și o utilizare crescută de către organism. Biosinteza este sursa majoră de CoQ10. Biosinteza necesită cel puțin 12 gene, astfel mutații în multe dintre ele pot provoca deficit de  CoQ10. Nivelurile de CoQ10 pot fi afectate de alte defecte genetice (mutații ale ADN-ului mitocondrial, ETFDH, APTX, FXN, și BRAF, gene care nu sunt direct legate de procesul de biosinteză al CoQ10). Rolul statinelor în deficiențe este controversat. Se consideră că unele boli cronice (cancer, boli de inima, etc.) reduc biosinteza și cresc cererea de CoQ10 în organism, dar nu există date concrete care să susțină aceste afirmații.
De obicei, toxicitatea nu este observată la doze mari de CoQ10. O doză zilnică de până la 3600 mg s-a dovedit a fi tolerată de persoane sănătoase precum și de bolnavi. Unele efecte adverse în mare măsură gastro-intestinale au fost raportate la doze foarte mari. Prin metoda de evaluare a riscului a fost identificat un nivel de siguranță la doze de până la 1200 mg/zi.

### Evaluarea clinică
Deși CoQ10 poate fi măsurată în plasmă, aceste măsurători reflectă aportul alimentar, mai degrabă decât prezența în țesut. În prezent, cele mai multe centre clinice măsoară nivelul de CoQ10 în culturi de fibroblaste de piele, biopsii musculare și celule sanguine mononucleare. Culturile de fibroblaste pot fi utilizate pentru a evalua rata endogenă de biosinteză a CoQ10 prin măsurarea absorbției de 14C p-hidroxibenzoat.

### Inhibarea de către statine și beta-blocante
CoQ10 are o cale de biosinteză similară cu colesterolul. Sinteza unui precursor intermediar de CoQ10, Acidul mevalonic, este inhibată de unele beta-blocante, medicamente pentru scăderea tensiunii arteriale și statine (o clasă de medicamente care scad colesterolul). Statinele pot reduce concentrațiile serice de CoQ10 cu până la 40%.

## Suplimentarea
CoQ10 nu este aprobat de US Food and Drug Administration (FDA) pentru nici un tratament. Acesta este vândut ca un supliment alimentar. În SUA, suplimentele alimentare nu sunt reglementate ca medicamente. Fabricarea CoQ10 nu este reglementată și astfel concentrațiile de CoQ10 pot varia în mod semnificativ.
În 2004 laboratorul ConsumerLab.com a analizat suplimentele de CoQ10 de pe piață și a constatat că unele nu conțin cantitatea de pe eticheta produsului. Valorile au variat de la "nu s-a detectat CoQ10", la 75% din doza declarată și de până la 75% în exces.
În general CoQ10 este bine tolerat. Cele mai frecvente efecte secundare sunt simptomele gastro-intestinale (greață, vărsături, lipsa poftei de mâncare și dureri de stomac), erupții cutanate și dureri de cap.

### Boli de inimă
O meta-analiză din 2014 a organizației Cochrane "nu a găsit dovezi convingătoare care să susțină sau să infirme" utilizarea de CoQ10 pentru tratamentul insuficienței cardiace. De asemenea nu sunt suficiente dovezi cu privire la prevenirea bolilor de inima la cei care sunt sănătoși.
O meta-analiză din 2009 a organizației Cochrane a concluzionat că studiile cu privire la efectele de CoQ10 asupra tensiunii arteriale nu au fost de încredere și prin urmare nu se pot trage concluzii cu privire la eficacitatea sa în reducerea tensiunii arteriale.

### Boala Huntington
Dovezile disponibile sugerează că "CoQ10 este probabilă ineficientă în îmbunătățirea modarată" a coreei asociată cu boala Huntington.

### Infertilitate masculină
Deși, conform unor măsurători, CoQ10 poate îmbunătăți calitatea spermei, nu există nici o dovadă că îmbunătățește numărul de nașteri vii sau ratele de sarcina.

### Migrenă
Suplimentarea de CoQ10 are efect benefic asupra câtorva suferinzi de migrenă. Teoretic migrenele sunt provocate de o tulburare mitocondrială iar administrarea de CoQ10 poate îmbunătății disfuncțiile mitocondriale. Canadian Headache Society recomandă pentru profilaxia migrenei, pe baza unor probe slab calitative, 300 mg de CoQ10 profilactic.

### Miopatie asociată cu statină
CoQ10 a fost folosit in mod curent pentru a trata deteriorarea musculară rezultată ca efect secundar al utilizării de madicamente cu statină. Totuși dovezile din studii clinice randomizate nu par să susțină ideea că CoQ10 este un tratament eficient.

### Cancer
Nu a fost efectuat nici un studiu mare și bine conceput pentru tratarea cancerului cu CoQ10. Institutul Național de Cancer din SUA a identificat probleme cu cele câteva studii de mici dimensiuni concluzionând că "modul în care studiile au fost făcute și cantitatea de informații raportate nu exprimă în mod clar dacă beneficiile au fost cauzate de CoQ10 sau de altceva". Societatea Americană de Cancer a ajuns la concluzia că "CoQ10 poate reduce eficacitatea chimioterapiei și radioterapiei" astfel încât cei mai mulți oncologi ar recomanda evitarea administrării coenzimei în timpul tratamentului de cancer."

### Afecțiuni dentare
Un studiu de revizuire a arătat că nu există nici un beneficiu clinic în utilizarea de CoQ10 în tratamentul bolii parodontale. Cele mai multe studii care sugerează acest lucru sunt considerate depășite, s-au axat pe teste in-vitro, au prea puțini subiecți și/sau metodologie statistică eronată sau au fost sponsorizate de către un producător al produsului.

### Boala Parkinson
O revizuire din anul 2011 făcută de organizația Cochrane care sugera că persoanele suferinde de boala Parkinson ar beneficia de aportul supliumentar de CoQ10 a fost ulterior retras de la publicarea în urma unei reexaminări de către editori independenți.

## Interacțiuni medicamentoase
Coenzima Q10 are potențialul de a inhiba efectele warfarinei (Coumadin), un puternic anticoagulant, prin reducerea INR. Structura de coenzima Q10 este foarte asemanatoare cu structura de vitamina K, care concurează și contracarează efectele anticoagulante ale warfarinei. Coenzima Q10 ar trebui să fie evitată la pacienții tratați cu warfarină, datorită riscului crescut de coagulare a sângelui.

## Proprietăți chimice
Structura oxidată de CoQ10 se poate observa în partea de sus-dreapta. Diferitele tipuri ale Coenzimei Q pot fi diferențiate prin numărul de subunități izopren catenele laterale. Cea mai frecvente Coenzimă Q în mitocondriile umane este CoQ10. Q se referă la chinonă cap și 10 se referă la numărul de repetiții izopren din coadă. Imaginea de mai jos are trei unități izopren și s-ar fi numit Q3. 

## Rol biochimic
CoQ10 se găsește în membranele multor organite. Deoarece funcția sa principală în celule este de a genera energie, cea mai mare concentrație se găsește pe membrana interioara a mitocondrilor. Alte organite care conțin CoQ10 includ reticulului endoplasmatic, peroxizomi, lizozomi și vezicule.

### CoQ10și lanțul de transport de electroni
CoQ10 este solubilă în grăsime și este mobilă în membranele celulare; joacă un rol unic în lanțul de transport de electroni (LTE). În interiorul membranei mitocondriale, electronii de la NADH și succinat trec prin LTE pentru oxigen, care este redus la apă. Transferul de electroni prin intermediul LTE rezultă în pomparea H+ prin membrană creând un gradient de protoni peste membrană, care este utilizată de către sintaza ATP (situată pe membrană) pentru a genera ATP. CoQ10 funcționează ca un purtător de  electroni de la complex enzimatic I și complex enzimatic II către complex enzimatic III în acest proces. Acest lucru este crucial deoarece nici o altă moleculă nu poate îndeplini această funcție (Notă: cercetările recente constată că Vitamina K2 co-îndeplinește acest rol cu CoQ10). Astfel CoQ10 are rolul de sinteză de energie  în fiecare celulă a organismului.

## Biosinteză
Biosinteza are loc în cele mai multe țesuturi umane. Există trei etape principale:
1. Crearea structurii de benzochinonă (folosind fenilalanină sau tirozină)
2. Crearea lanțului lateral de izopren (folosind acetil-CoA)
3. Aderarea sau condensarea a două structuri de mai sus

Primele două reacții au loc în mitocondrii, reticulul endoplasmatic, și peroxizomi, indicând mai multe situsuri de sinteză în celulele animale.
O enzimă importantă în această cale este inhibitoare a reductazei HMG-CoA, de obicei, o țintă pentru intervențiile în complicații cardiovasculare. Familia de "statine" a colesterolului medicamente inhibă reductaza HMG-CoA. Unul dintre efectele secundare ale statinelor este scăderea producției de CoQ-10, ceea ce duce la miopatie și rabdomioliză.

Genele implicate includ PDSS1, PDSS2, COQ2, și ADCK3(COQ8,CABC1).
Creșterea biosintezei endogene de CoQ10 a atras atenția în ultimii ani, ca o strategie de a lupta împotriva deficitului de CoQ10.

## Absorbția și metabolismul

### Absorbția
CoQ10 este o pudră cristalină, insolubilă în apă. Absorbția urmează același proces ca și a lipidelor; mecanismul de asimilare pare a fi similar cu cel de vitamina E, un alt nutrient solubil în lipide. Acest proces din corpul uman implică secreția în intestinul subțire de enzime pancreatice și biliare, care facilitează emulsionarea și formarea micelelor necesare pentru absorbția de substanțe lipofile. Ingestia de alimente (și prezența de lipide) stimulează excreția de acizi biliari și îmbunătățește absorbția de CoQ10. CoQ10 exogen este absorbit prin intestinul subțire și este cel mai bine absorbit dacă este luat în timpul mesei. Concentrația serică de CoQ10 în condiție de hrănire este mai mare decât în condiții de repaus alimentar.

### Metabolismul
Date asupra metabolismului CoQ10 la animale și la om sunt limitate. Un studiu cu 14C-etichetate CoQ10 la șobolani a arătat cea mai mare radioactivitate în ficat la 2 ore după administrarea pe cale orală, dar este de remarcat faptul că CoQ9 (cu doar 9 unități de izoprenil) este principala formă de coenzima Q la șobolani. Se pare că CoQ10 este metabolizat în toate țesuturile, în timp ce o rută majoră pentru eliminarea acesteia este biliară și excreția fecală. După retragerea de suplimente de CoQ10, nivelul revine la normal în decurs de câteva zile, indiferent de tipul de formulă utilizată.

## Farmacocinetică
Unele rapoarte au fost publicate despre farmacocinetica CoQ10. Concentrația plasmatică maximă a fost observată la 2-6 ore după administrarea orală în funcție, în principal, de design-ul studiului. În unele studii un al doilea vârf de concentrație plasmatică a fost observat la aproximativ 24 de ore după administrare, probabil datorită reciclării enterohepatice și redistribuirea de la ficat la circulație. Tomono și alți cercetători au folosit o formă cristalină de CoQ10 îmbogățită cu deuteriu să investigheze farmacocinetica la om și au determinat că timpul de înjumătățire este de 33 de ore.

### Îmbunătățirea biodisponibilității CoQ10
Importanța formei medicamentoase pentru biodisponibilitatea este bine cunoscută. În scopul de a găsi un principiu pentru a spori biodisponibilitatea CoQ10 după administrarea orală au fost luate mai multe abordări; formule diferite și forme au fost dezvoltate și testate pe animale și oameni.

#### Forme noi de CoQ10 cu solubilitate crescută în apă
A facilita absorbția medicamentului prin creșterea solubilității sale în apă este o strategie farmaceutică comună și s-a dovedit a fi de succes și pentru CoQ10. Diferite abordări au fost luate pentru a atinge acest obiectiv, multe dintre ele producând rezultate semnificativ mai bune decât cele pe bază de capsule-moi de ulei în ciuda multor încercări de a optimiza compoziția lor. Exemple de astfel de abordări: dispersie apoasă de solid CoQ10 cu polimer tiloxapol, formulări bazate pe diverși agenți de solubilizare, de exemplu, lecitină hidrogenată, și complexarea cu ciclodextrine; printre acestea din urmă, complexul cu β-ciclodextrina s-a fost dovedit a crește biodisponibilitate. Este utilizat în industriile farmaceutice și alimentare pentru fortificarea CoQ10. De asemenea, noi forme de transport cum ar fi lipozomii, nanoparticulele, dendrimerii, etc. pot fi folosiți pentru a crește biodisponibilitatea CoQ10.

## Istoria
CoQ10 a fost descoperit de Profesorul Frederick L. Crane și colegii săi de la Universitatea din Wisconsin–Madison Institutul Enzimei în 1957. În 1958, structura sa chimică a fost raportat de către Dr. Karl Folkers și colegii de la Merck. La începutul anilor 1970 Gian Paolo Littarru și Karl Folkers a observat că un deficit de CoQ10 a fost asociat cu bolile de inima. Anii 1980 abundă de studii clinice din cauza disponibilitatea de cantități mari de CoQ10 și metode pentru a măsura concentrația de CoQ10 în plasmă și sânge. Funcțiile redox ale CoQ în producerea de energie celulară și protecție antioxidantă se bazează pe capacitatea de a schimba doi electroni într-un ciclu redox între ubiquinol (redus CoQ) și ubichinonă (oxidat CoQ).
Rolul moleculei ca un captator de radicali liberi a fost studiat pe larg de către Lars Ernster. Numeroși oameni de știință de pe glob au început studiile pe această moleculă de atunci în legătură cu diferite boli, inclusiv bolile cardiovasculare și cancerul.

## Concentrații de alimentare
Recenzii detaliate privind apariția de CoQ10 și aportul alimentar au fost publicate în 2010. în afară de sinteza endogenă în organisme, CoQ10 este furnizată organismului de diverse alimente. În ciuda interesului mare al comunității științifice către acest compus un număr foarte limitat de studii au fost efectuate pentru a determina conținutul de CoQ10 în componente alimentare. Primele rapoarte cu privire la acest aspect au fost publicate în 1959, dar sensibilitatea și selectivitatea metodelor de analiză la acel moment nu permite analize fiabile, mai ales pentru produse cu concentrații scăzute. De atunci evoluțiile în chimia analitică au permis determinarea mult mai fiabilă a concentrațiilor de CoQ10 în diverse alimente (tabelul de mai jos).
| Aliment           | CoQ10 concentrație [mg/kg] |
| Vacă              |                            |
| ----------------- | -------------------------- |
| inimă             | 113                        |
| ficat             | 39–50                      |
| mușchi            | 26–40                      |
| Poc               |                            |
| inimă             | 11.8–128.2                 |
| ficat             | 22.7–54.0                  |
| mușchi            | 13.8–45.0                  |
| Pui               |                            |
| inimă             | 116.2–132.2                |
| Pește             |                            |
| sardine           | 5–64                       |
| macrou            |                            |
| carne roșie       | 43–67                      |
| carne albă        | 11–16                      |
| somon             | 4–8                        |
| ton               | 5                          |
| Uleiuri           |                            |
| soia              | 54–280                     |
| măsline           | 40–160                     |
| semințe struguri  | 64–73                      |
| floarea soarelui  | 4–15                       |
| orez              | /                          |
| nucă de cocos     |                            |
| canola            | 64-73                      |
| Nuci              |                            |
| arahide (legume)  | 27                         |
| nuci              | 19                         |
| susan             | 18–23                      |
| fistic            | 20                         |
| alune de pădure   | 17                         |
| migdale           | 5–14                       |
| Legume            |                            |
| pătrunjel         | 8–26                       |
| brocoli           | 6–9                        |
| conopidă          | 2–7                        |
| spanac            | up to 10                   |
| struguri          | 6–7                        |
| varză chinezească | 2–5                        |
| Fructe            |                            |
| avocado           | 10                         |
| coacăze           | 3                          |
| căpșuni           | 1                          |
| portocale         | 1–2                        |
| grapefruit        | 1                          |
| măr               | 1                          |
| banană            | 1                          |

Carnea și peștele sunt cele mai bogate surse alimentare de CoQ10; concentrații de peste 50 mg/kg pot fi găsite în carne de vită, carne de porc, inimă și ficat de pui. Produsele lactate sunt mai sărace în surse de CoQ10 în comparație cu țesuturile animale. Uleiurile vegetale sunt, de asemenea, destul de bogate în CoQ10. În legume, pătrunjelul și perilla sunt cele mai bogate surse de CoQ10, dar în literatura de specialitate se găsesc diferențe semnificative în ceea ce privește concentrația de CoQ10. Broccoli, strugurii și conopida sunt surse modeste de CoQ10. Cele mai multe fructe și fructele de pădure reprezinta o sursă slabă spre foarte slabă de CoQ10, cu excepția avocado, care are un nivel relativ ridicat CoQ10.

### Aport
În țările dezvoltate, aportul zilnic estimat de CoQ10 a fost determinată la 3-6 mg pe zi, provenite în special din carne.

### Efectul căldurii și procesării
Preparare prin prăjire reduce concentrația de CoQ10 cu 14-32%.

## A se vedea și
- Idebenonă– analog sintetic cu reducerea generatoare de proprietăți oxidante
- MitoQ - mitocondrii-țintă versiune de CoQ10 cu biodisponibilitate crescută și eficacitatea